# ネコヤナギ
ネコヤナギ（猫柳、学名: Salix gracilistyla）は、ヤナギ科ヤナギ属の落葉低木。山間部の渓流から町中の小川まで、広く川辺に自生する、ヤナギの1種である。

## 名称
和名ネコヤナギの由来は、やわらかい銀白色の毛に覆われた花穂がネコの尻尾を思わせることから、この名がある。別名でカワヤナギ、エノコロヤナギともよばれる。地方によって呼称が異なり、「ネコネコ」「ネコジャラシ」「ネコノマクラ」「ニャンコノキ」といったネコと結びついた呼称や、「イヌコロ」「エノコロ」「インコロ」「イノコロヤナギ」といったイヌと結びついた呼称が知られるほか、東北では「ベコ」「ベコベコ」「ベコヤナギ」といったウシと結びついた呼称が見られる。

## 分布・生育地
北海道、本州、四国、九州、朝鮮半島、中国に分布する。山野の河川の水辺で見られ、庭などにも植えられている。他のヤナギ類の開花よりも一足早く花を咲かせることから、春の訪れを告げる植物ともみなされている。暖かく湿潤な環境を好む。他のヤナギ類よりも水際に生育し、株元は水に浸かるところに育つ。

## 特徴
落葉広葉樹の低木。樹高は1 - 3メートル (m) になる。枝が立ち上がるものと、横に枝が伸びるものがあり、樹形は立つものと這うものがある。根元からも枝を出し、水に浸ったところからは根を下ろして株が増える。樹皮は暗灰色で、皮目が散在する。一年枝は褐色や緑褐色で毛が多く、小枝は折れにくい。
花期は3 - 4月。雌雄異株で、早春に葉に先立って赤い鱗片を脱いで、雄株と雌株がそれぞれ雄花と雌花を咲かせる。雄花序（ゆうかじょ）の長さは3 - 5センチメートル (cm) で紅色の葯から黄色い花粉を出し、花糸は2本合着して1本に見える。雌花序（しかじょ）は長さ2 - 4 cmで雄花序よりも細い。雄雌とも花穂に銀白色の絹毛があり、よく目立つ。花穂は小さな花の集合体で、へら状の小さな苞に、雄花は雄蕊、雌花は雌蕊がついていて、双方とも基部に密腺がある。苞の表面に発達した白い長毛がつく。花粉の媒介者は、ヒメハナバチ類が主な送粉者とされる。
葉は互生し、花後に展開して、長さ6 - 13 cmの細い長楕円形で先がとがり、裏面は灰白色、表面はつやがない。果期は5 - 6月。初夏には白い綿毛に包まれた種子を飛ばす。幅広くなった葉柄が花芽を包んでおり、秋に落葉すると花芽が現れる。
冬芽は互生し、革質で合わせ目のない赤褐色の芽鱗1枚に覆われており、軟毛が密生する。葉芽は小さく、円錐形で先がとがり、ふつう一年枝の上部（仮頂芽）と下部に伏生する。花芽は葉芽より大きく、卵形で先がとがり、ふつう一年枝の中央付近につく。葉痕はV字形で維管束痕は3個つく。

ネコヤナギの樹液はカブトムシやクワガタムシ、カナブン、スズメバチの好物である。

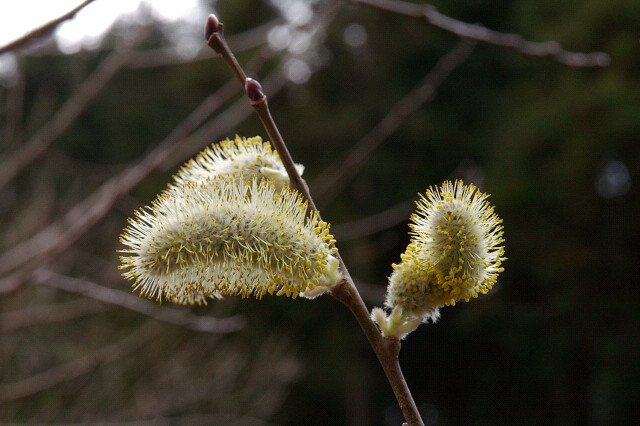
ネコヤナギの花穂（雌花・山梨県山中湖村・2007年4月）

## 利用
白銀色の花穂が美しいことから庭木に利用され、花穂は花材として好まれて生け花にもよく用いられる。ネコヤナギを利用した護岸の緑化・環境保全技術が注目を集めている。

## 文化
花言葉を「自由」とする文献がある   。